# Commiphora playfairii
Commiphora playfairii là một loài thực vật có hoa trong họ Burseraceae. Loài này được (Hook.f.) Engl. mô tả khoa học đầu tiên năm 1896.